# Ethel Lackie
Pour les articles homonymes, voir Lackie.
Ethel Minnie Lackie, née le 10 février 1907 à Chicago et morte le 15 décembre 1979 à Newbury Park, est une nageuse américaine.

## Carrière
Elle est entraînée par William Bachrach.
À l'âge de 17 ans, Ethel Lackie remporte deux médailles aux Jeux olympiques d'été de 1924 à Paris :
- une médaille d'or sur  100 mètres nage libre ;
- une médaille d'or sur 4 × 100 mètres nage libre.

Elle entre à l'International Swimming Hall of Fame en 1969.